# Dabnik
Dabnik (Bulgaars: Дъбник) is een dorp in de Bulgaarse gemeente Pomorie, oblast Boergas. Het dorp ligt hemelsbreed 20 km ten noordoosten van de provinciehoofdstad Boergas en 341 km ten oosten van Sofia.

## Bevolking
Op 31 december 2020 werden er 755 inwoners in het dorp Dabnik geregistreerd door het Nationaal Statistisch Instituut van Bulgarije.
|  |

In het dorp wonen nagenoeg uitsluitend etnische Turken. In 2011 identificeerden 626 van de 633 ondervraagden zichzelf als etnische Turken - oftewel 98,9% van alle ondervraagden.
| Etnische samenstelling van de respondenten (2011) | Etnische samenstelling van de respondenten (2011) | Etnische samenstelling van de respondenten (2011) | Etnische samenstelling van de respondenten (2011) | Etnische samenstelling van de respondenten (2011) |
| ------------------------------------------------- | ------------------------------------------------- | ------------------------------------------------- | ------------------------------------------------- | ------------------------------------------------- |
|                                                   |                                                   |                                                   |                                                   |                                                   |
| Bulgaren                                          | Bulgaren                                          |                                                   | 0,0%                                              | 0,0%                                              |
| Turken                                            | Turken                                            |                                                   | 98,9%                                             | 98,9%                                             |
| Roma                                              | Roma                                              |                                                   | 0,0%                                              | 0,0%                                              |
| Anders/Onbekend                                   | Anders/Onbekend                                   |                                                   | 1,1%                                              | 1,1%                                              |